# Splits naturhistoriska museum och zoologiska trädgård
Splits naturhistoriska museum och zoologiska trädgård (kroatiska: Prirodoslovni muzej i zoološki vrt grada Splita) är ett naturhistoriskt museum och zoologisk trädgård i Split i Kroatien. Museet är förlagt på två olika platser. Den zoologiska trädgården ligger på Marjan-höjden och vetenskapsmuseet på adressen Poljana Kneza Trpimira 3, strax norr om hamnen och öster om Diocletianus palats.

## Vetenskapsmuseet
Vetenskapsmuseet etablerades den 10 mars 1924 och besitter drygt 45 samlingar bestående av 140 000 museiföremål. I museet presenteras bland annat mineraler, stenar och fossiler från förhistorisk tid.

## Zoologiska trädgården
Splits zoologiska trädgård, även kallad Splits zoo, etablerades den 5 april 1925 och är en del av Split naturhistoriska museum. Den är belägen på Marjan-höjden och täcker en yta om 0,65 hektar. I Splits zoologiska trädgård, den till ytan minsta av tre statliga djurparker i Kroatien, finns både inhemska och exotiska djurarter.